# Bythiospeum anglesianum
Bythiospeum anglesianum is een slakkensoort uit de familie van de Hydrobiidae. De wetenschappelijke naam van de soort is voor het eerst geldig gepubliceerd in 1890 door Westerlund.